# Pfarrkirche Tux

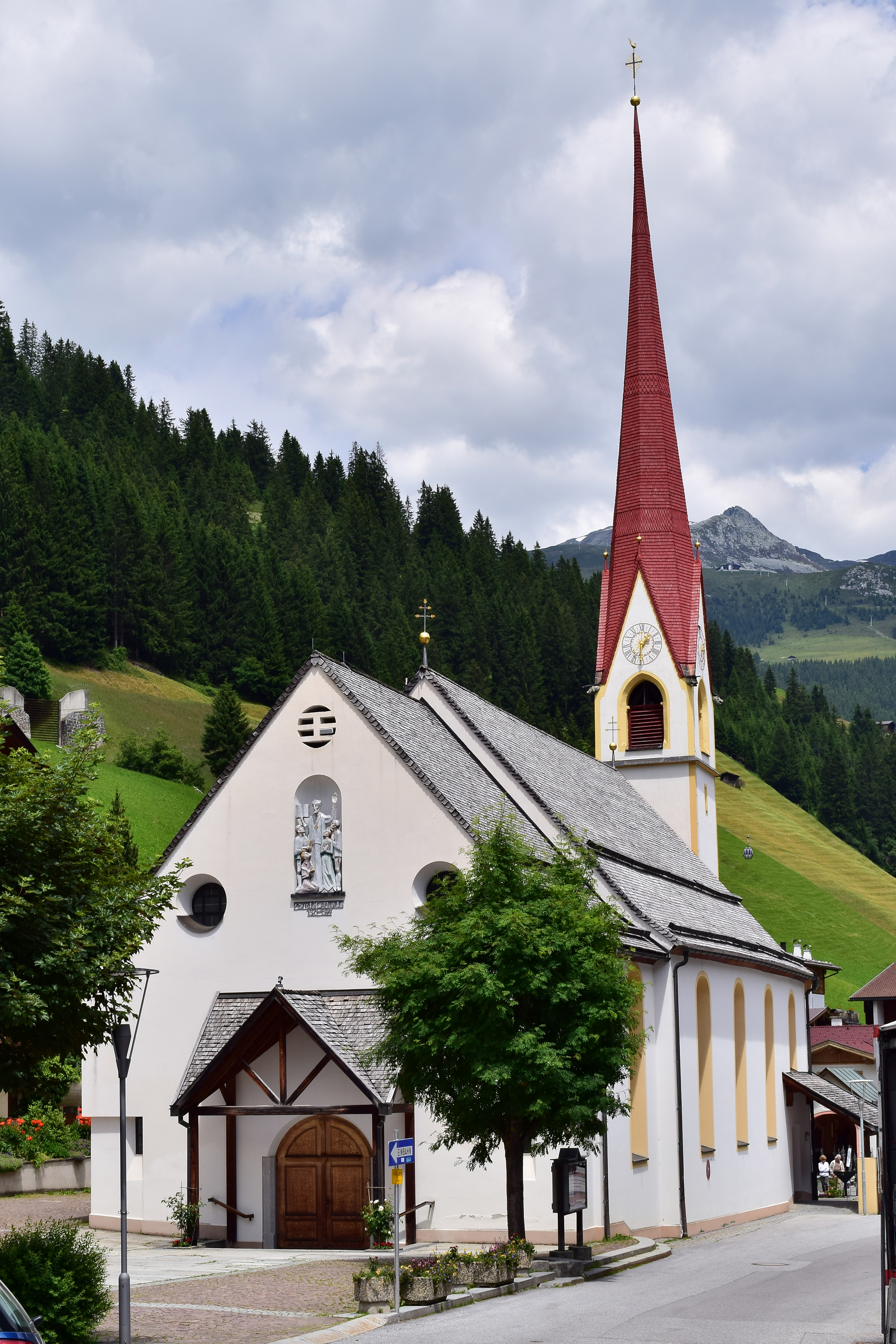
Kath. Pfarrkirche hl. Thomas in Tux

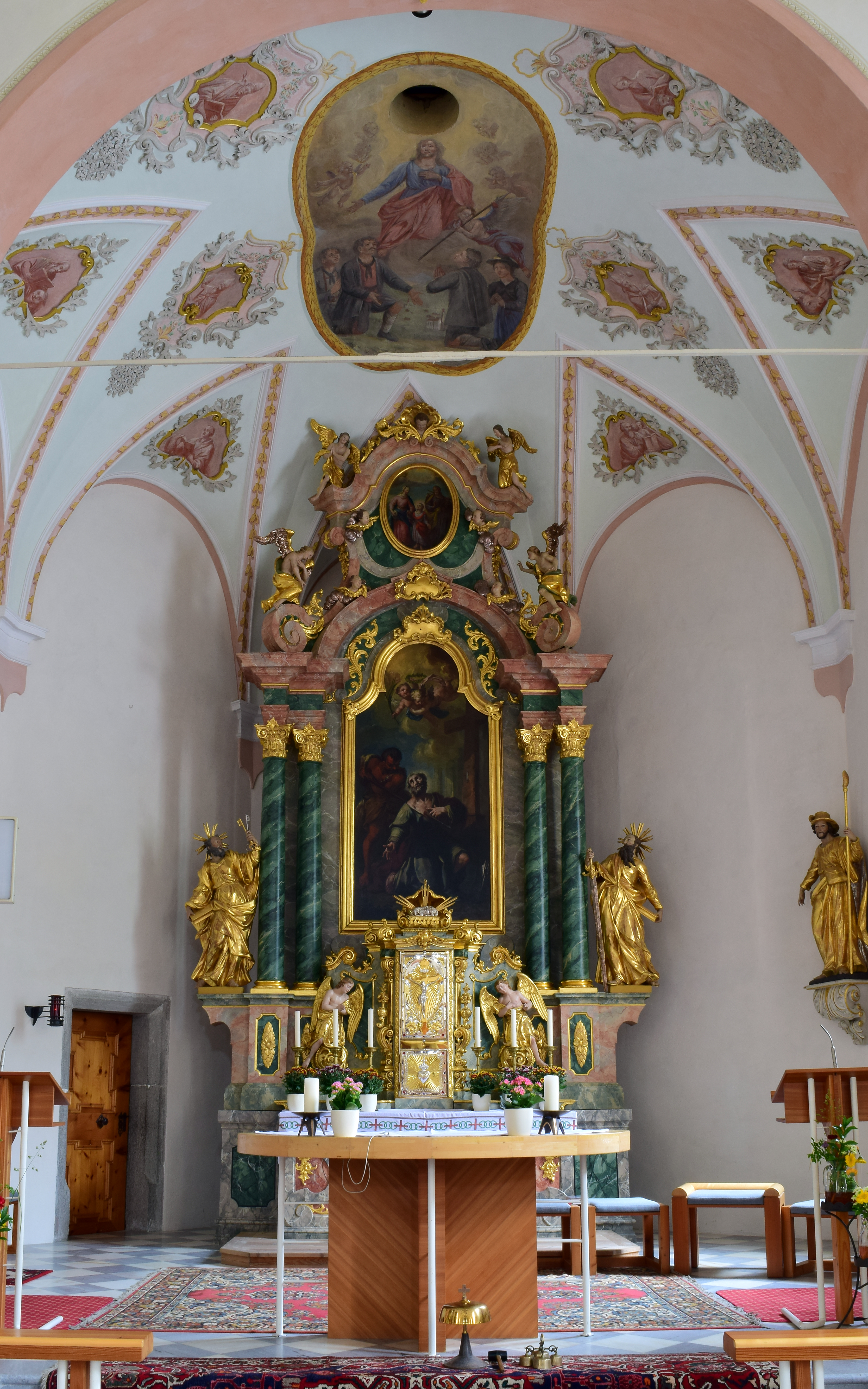
Innenansicht

Die römisch-katholische Pfarrkirche Tux steht im Ortsteil Lanersbach in der Gemeinde Tux im Bezirk Schwaz in Tirol. Sie ist dem heiligen Thomas geweiht und gehört zum Dekanat Fügen-Jenbach in der Diözese Innsbruck. Das Bauwerk steht unter Denkmalschutz (Listeneintrag).

## Lagebeschreibung
Die Kirche ist von einem Friedhof umgeben.

## Geschichte
Die Kirche wurde 1465 erbaut. 1517 wurde sie zur Kaplanei erhoben. 1686 erfolgte ein Neubau der Kirche durch Georg Sieberer. 1891 erfolgte die Pfarrerhebung.

## Kirchenbau
Kirchenäußeres
Die Kirche ist ein barocker Saalbau mit gotischem Kirchturm, der von der ursprünglichen Kirche stammt. Der Spitzhelm wurde 1756 erneuert. Die beiden südlichen Portale sowie das Westportal sind spätgotisch abgefast.
Kircheninneres
Das Langhaus ist vierjochig. Der einjochige Chor ist eingezogen und schließt im 5/8. Die Westempore wird von spätgotischen Pfeilern gestützt. Das Kirchenschiff ist stichkappentonnengewölbt über Konsolen. Der Bandlwerkstuck stammt aus den Jahren 1737 bis 1739. Die Fresken im Chor zeigen die „Glorie des heiligen Thomas“. Im Schiff sind „Heiliger Thomas legt seine Hand in die Seitenwunde Jesu“, die „Himmelfahrt Mariens“ und die „Predigt des heiligen Thomas“ dargestellt. Dazu befinden sich außerdem im Chor acht und im Schiff 14 Heilige in Grisaille-Bildern von Johann Endfelder aus der Zeit um 1830.

## Ausstattung
Der Hochaltar ist ein barocker Doppelsäulenaltar aus der Zeit um 1740. Das Altarbild zeigt den heiligen Thomas. Im Oberbild ist die Heilige Familie dargestellt. Die Bilder werden Johann Georg Grasmair zugeschrieben. Die Figuren der Heiligen Petrus und Paulus entstanden um 1740. Das Altarbild des linken Seitenaltares zeigt den heiligen Franz Xaver. Es wird von Figuren der Heiligen Johannes und Paulus flankiert. Die Figuren entstanden um 1740. Auf dem rechten Seitenaltar ist ein Bild des heiligen Aloysius aus der Zeit um 1850. Die Figuren stellen die Heiligen Georg und Florian dar. Die Figuren stammen aus der Zeit um 1750. Das Bild des heiligen Georg im Chor wird Johann Georg Grasmair zugeschrieben. Die Kanzel wurde um 1830 geschaffen. Im Schiff sind Figuren der Heiligen Isidor von 1790, Ambrosius von 1740 und ein Schutzengel aus dem 18. Jahrhundert.